# 삼성 갤럭시 와이드6
삼성 갤럭시 와이드6(영어: Samsung Galaxy Wide6)는 삼성전자가 제조한 안드로이드 스마트폰이다. 2021년 12월에 발표되었고 2022년 9월에 국내 출시되었다. 5000만 화소 메인 카메라, 6.5 인치 (170 mm) HD+ Infinity-V 디스플레이, 5000 mAh Li-Po 배터리를 탑재한 트리플 카메라 설정이 있고 안드로이드 12에 탑재되어 있다.

## 디자인
삼성 갤럭시 점프(a32 5g), 갤럭시 A13을 합친것과 비슷한 디자인이다.
갤럭시 와이드 6은 제조사 미지의 유리로 제작됐다.
하단에는 USB-C 커넥터, 스피커, 마이크 및 3.5mm 오디오 잭이 있습니다. 갤럭시 와이드 6에는 갤럭시 A13와는 달리 추가로 위에 두 번째 마이크가 있다. 왼쪽에는 USIM 칩과 마이크로 SD카드를 집어넣을 수 있다. 오른쪽에는 볼륨 버튼과 전원버튼(지문인식 포함)이 있다.
삼성 갤럭시 와이드 6은 블랙, 그린, 화이트, 라이트 블루, 오렌지 등 5가지 색상으로 판매된다.

## 사양

### 하드웨어
말리-G52 그래픽 프로세서를 받았다.

#### 배터리
배터리는 5000mAh의 용량의 15W에서 급속 충전을 지원한다.

#### 카메라
갤럭시 와이드 6은 5000만 화, f/1.8(광각), 200만 화소 (심도), 200만 화소 (접사)의 메인 쿼드 카메라를 받았다. 전면 카메라의 해상도는 500만 화소이다.

#### 디스플레이
갤럭시 와이드 6의 화면은 6.5인치, FHD+ 1600 x 720, 20:9의 석면비, 전면 카메라를 위한 인피니티-V(드롭 모양) 컷아웃이다.

#### 메모리
갤럭시 와이드 6은 4/128GB 구성으로 판매된다.

### 소프트웨어
갤럭시 와이드6은 안드로이드 12 기반의 One UI 4.1로 출시되었다.